# Kenesa (Kíiv)
La Karaim Kenesa (en ucraïnès: Караїмська кенаса в Києві) és una kenesa caraita de Kíiv, Ucraïna. La sinagoga va ser dissenyada per Vladislav Gorodetsky, va ser construïda entre 1898 i 1902 en estil neo-mudèjar. L'edifici va ser profanat durant la Segona Guerra Mundial pels nazis. Durant el període soviètic va ser transformada en la casa dels actors ucraïnesos i així ha seguit fins avui en dia. Al contrari que la resta de sinagogues d'Ucraïna, la kenesa caraita no va ser retornada a la comunitat jueva després de la seva independència.

## Galeria

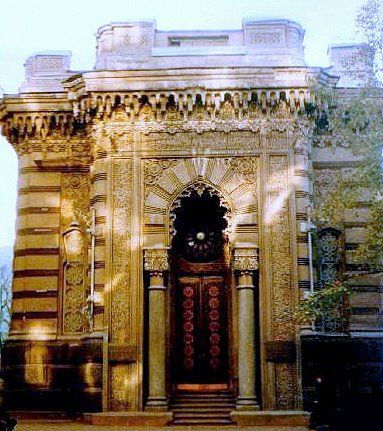
La sinagoga en la actualidad
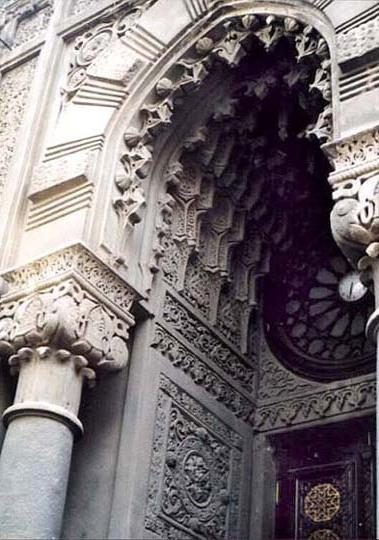